# Пьянков, Игорь Васильевич
Игорь Васильевич Пьянков (30 января 1936, Свердловск — 20 августа 2020, Великий Новгород) — советский и российский историк-востоковед, исследователь древней истории Средней Азии. Доктор исторических наук, профессор. Научный сотрудник Института истории, археологии и этнографии Академии наук Таджикской ССР, профессор кафедры всеобщей истории Новгородского государственного университета имени Ярослава Мудрого.

## Биография
Родился в Свердловске в семье инженеров завода «Уралмаш». Первые годы жизни прошли в заводском посёлке «Уpалмаш». В 1958 году окончил исторический факультет Уральского государственного университета. Работал в Невьянском краеведческом музее, в одной из школ-интернатов г. Свердловска, занимался общественной работой при Уралмашзаводе.
В 1960—1963 годах учился в аспирантуре УрГУ. Научным руководителем был византинист проф. М. Я. Сюзюмов. В 1963—1994 годах работал в Душанбе, в Институте истории, археологии и этнографии Академии наук Таджикской ССР. В 1966 году в Институте истории АН СССР защитил кандидатскую диссертацию на тему «Восточные сатрапии державы Ахеменидов в сочинении Ктесия». С 1975 года — старший научный сотрудник.
Гражданская война в Таджикистане и экономический кризис заставили И. В. Пьянкова с семьей вернуться в Россию. С 1994 года был профессором кафедры всеобщей истории Новгородского государственного университета им. Ярослава Мудрого.
В 1985 году в Ленинградском отделении Института востоковедения Академии Наук СССР защитил докторскую диссертацию «Средняя Азия в античной географической традиции: источниковедческий анализ».
С 2000 года — профессор.
Участвовал в археологическом исследовании древнего Пенджикента, буддийского монастыря близ Аджина-тепе.
Почетный работник высшего профессионального образования.

## Научная деятельность
Главным направлением исследований было изучение античных письменных источников (памятников греко-римской географической традиции) по истории Средней Азии. Результатом источниковедческих штудий стала его монография «Средняя Азия в античной географической традиции: источниковедческий анализ» (1997), подготовленная на основе докторской диссертации. В работе проанализированы сведения античных писателей о Средней Азии и показаны истоки и развитие географических представлений греков и римлян, отражённых в античной традиции. Автор приходит к выводу, что античная география развивалась под сильным влиянием определённых авторов и их концепций. Схемы Анаксимандра, Гекатея, Евдокса, Эратосфена, Гиппарха и Посидония стали в дальнейшем основными источниками географического знания, поскольку многие авторы старались точно придерживаться своих великих предшественников, как Страбон придерживался Эратосфена, часто игнорировали новейшие открытия. Античная географическая традиция, в которой стремление к открытиям проявляется сравнительно редко, характеризуется как крайне консервативная. Тем не менее, новые сведения иногда принимались во внимание, что подчас приводило к противоречиям между геометрически-математической и дискриптивной географической традицией, ориентировавшейся на итинерарии (путеводители) и периплы.
Ещё одним направлением научной работы является изучение этнической истории древней Средней Азии, Кавказа, Индии, Ирана, Центральной Азии, Урала. В ряде статей рассматривались ранняя история зороастризма, иранский исторический эпос «Шахнаме», социально-политический строй древнейших государственных образований Средней Азии, история Великого шёлкового пути, военное дело народов древней Средней Азии.
И. В. Пьянков принимал участие в работе по написанию фундаментального научно-энциклопедического издания «Encyclopaedia Iranica».
Книга «Средняя Азия и Евразийская степь в древности» (2012) является обобщающим изданием, охватывающим широкие географические и хронологические рамки. В нём собраны исследования, посвященные трем главным темам — Средней Азии в древности, древней Ариане-Персии и зороастризму и кочевникам Евразийской степи и передвижениям племён в степном поясе. В последнем блоке рассматриваются сведения Геродота и других античных авторов и археологические источники, связанные с реальными и легендарными номадическими народами Евразии — жунами и ди, аримаспами и амазонками, гализонами, массагетами, саками Припамирья.

## Основные работы
- Сведения Ктесия о владениях Бардии на востоке Ирана: (административная политика Кира II на северо-востоке его державы) // Вестник древней истории. — 1961. — № 4. — С. 98-103.
- К вопросу о маршруте похода Кира II на массагетов // Вестник древней истории. — 1964. — № 3. — С. 115—130.
- «История Персии» Ктесия и среднеазиатские сатрапии Ахеменидов в конце V в. до н. э. // Вестник древней истории. — 1965. — № 2. — С. 35-50.
- Военное дело у народов Средней Азии в VI—IV вв. до н. э. // Вестник древней истории. — 1966. — № 3. — С. 36-52. (соавт. Б. А. Литвинский)
- Древний Самарканд (Мараканды) в известиях античных авторов: собр. отрывков и комм. / отв. ред. Б. А. Литвинский. — Душанбе: Дониш, 1972. — 60 с.
- Средняя Азия в известиях античного историка Ктесия: текст, перевод, примечания / отв. ред. Б. А. Литвинский. — Душанбе: Дониш, 1975. — 191 с.
- Бактрия в античной традиции: общие данные о стране: название и территория / отв. ред. Ранов В. А. — Душанбе: Дониш, 1982. — 66 с.
- Восточный Туркестан в древности и раннем средневековье: очерки истории / [Б. А. Литвинский, А. П. Терентьев-Катанский, В. А. Ранов [и др.]; под. ред. С. Л. Тихвинского, Б. А. Литвинского; АН СССР, Ин-т востоковедения]. — М.: Наука, 1988. — 455 с.
- Cyropolis // Encyclopaedia Iranica. Vol. VI. Fasc. 5. — N.Y., 1993. — P. 514—515.
- Средняя Азия в античной географической традиции: источниковед. анализ. — М.: Изд. фирма «Восточная литература» РАН, 1997. — 343 с.
- История таджикского народа / АН Респ. Таджикистан, Ин-т истории, археологии и этнографии им. А. Дониша; под ред. Б. А. Литвинского и В. А. Ранова. — Душанбе, 1998. Т. 1: Древнейшая и древняя история / Б. А. Литвинский, И. В. Пьянков, В. А. Ранов [и др.]. — 751 с.
- История Древнего Востока. От ранних государственных образований до древних империй / под ред. А. В. Седова; Рос. акад. наук, Ин-т востоковедения. — М.: Вост. лит., 2004. — 895 с.
- Средняя Азия и Евразийская степь в древности. — СПб.: Изд-во СПбГУ, 2012. — 640 с.
- Когда и как кончилась «древность» во всемирной истории? // Ученые записки НовГУ. — 2018. — № 1 (13). — С. 12[7].